# Cyclorrhapha
I Ciclorrafi (Cyclorrhapha) sono un gruppo sistematico di rango indeterminato di insetti appartenenti all'ordine dei Ditteri, sottordine dei Brachycera. Nell'ambito dell'ordine, è il gruppo sistematico di rango superiore più ricco in termini di biodiversità, in quanto comprende circa 90 famiglie, pari ad oltre la metà del numero complessivo, fra le quali si annoverano anche le forme più evolute.

## Descrizione e biologia
I principali caratteri che contraddistinguono i Ciclorrafi si configurano nella morfologia delle larve, nell'etologia della ninfosi, nel meccanismo di sfarfallamento e, infine, in alcuni caratteri morfologici relativi allo stadio adulto.
Le chiavi morfologiche fondamentali, per la distinzione dei Ciclorrafi dagli altri ditteri, sono la formazione del pupario e il meccanismo di sfarfallamento. La pupa si forma all'interno di un involucro di forma ellissoidale, il pupario, formato da una trasformazione dell'exuvia dell'ultimo stadio larvale. Protezioni analoghe, derivate dall'exuvia della larva matura, si riscontrano anche in altri ditteri: nella generalità degli Stratiomyoidea e degli Scatopsoidea e, occasionalmente in alcune famiglie dei Bibionomorpha (Bibionidae e Cecidomyiidae). Queste protezioni hanno tuttavia caratteristiche diverse rispetto al pupario dei Ciclorrafi e le analogie non hanno fondamenti filogenetici.
Una seconda caratteristica che distingue i Ciclorrafi dagli altri ditteri consiste nel meccanismo di sfarfallamento degli adulti: questo avviene mediante un'apertura circolare in corrispondenza di una delle estremità del pupario, invece di un'apertura longitudinale dell'exuvia pupale.
Nella morfologia e nell'anatomia delle larve i Ciclorrafi si distinguono per la netta riduzione della capsula cefalica: questa è apparentemente assente (larve acefale) a causa dell'invaginazione nel torace, da cui emergono solo le caratteristiche mandibole ad uncino dell'apparato boccale, detto apparato cefalo-faringeo.
Gli adulti dei Ciclorrafi evidenziano meglio i cosiddetti caratteri muscoidi che riguardano, in generale, la conformazione delle antenne, aristate, lo sviluppo di una chetotassi ben definita nel capo e nel torace, la sostanziale semplificazione della nervatura alare e l'adattamento dei uriti genitali alla funzione dell'ovideposizione nelle femmine e della copula nei maschi, questi ultimi caratterizzati dalla rotazione dell'ipopigio. Nel complesso, questi caratteri, pur presentando singolarmente diverse analogie con quelli corrispondenti nei Brachiceri inferiori, si manifestano come evidenti plesiomorfie che denotano la natura monofiletica di questo grande gruppo di ditteri.
Fra i caratteri morfologici specifici dei Cyclorrhapha allo stato adulto va citata l'assenza delle placche addominali. Questo carattere è dovuto alla differente etologia dello stadio ninfale fra Ciclorrafi e Brachiceri inferiori: nella maggior parte dei Brachiceri inferiori, la pupa è libera e può dimenarsi nel substrato grazie a specifici muscoli azionati dall'adulto in fase farata; nei tergiti addominali dell'adulto sono presenti piccole placche (placche addominali) come traccia dell'attacco di questi muscoli. La pupa e la fase farata dell'adulto dei Ciclorrafi, invece, sono costretti alla completa immobilità in quanto racchiusi all'interno del pupario, perciò nel corso dell'evoluzione si è perso questo carattere, determinando l'assenza delle placche addominali.

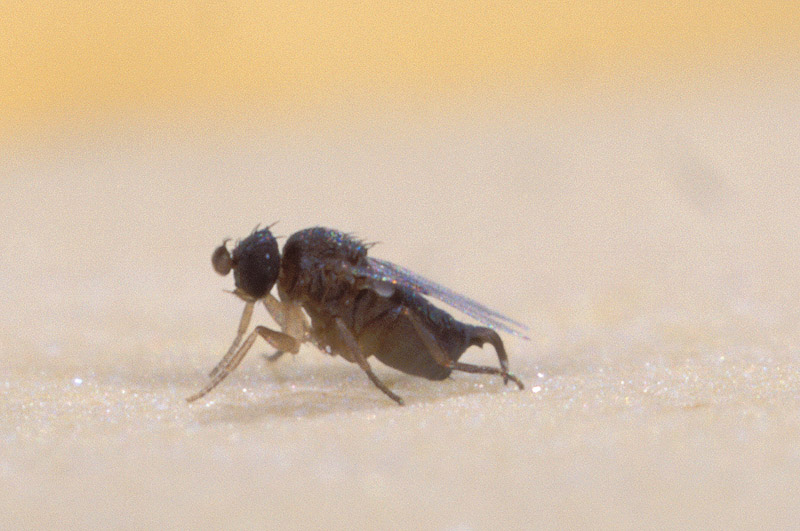
Phoridae

La biologia dei Ciclorrafi è caratterizzata da una notevole eterogeneità di comportamenti, a differenza dei Brachiceri inferiori, nei prevale la zoofagia per predazione allo stadio larvale e, in molte famiglie, anche allo stadio adulto. Nei Cyclorrhapha prevale la saprofagia sia allo stadio larvale e la glicifagia allo stadio adulto. Nell'ambito degli Schizophora si sono tuttavia evolute diverse famiglie il cui comportamento trofico, allo stadio larvale, si è specializzato nella fitofagia (es. Tephritidae, Agromyzidae, Anthomyiidae, di grande interesse economico in agricoltura) o, al contrario, nella zoofagia. In quest'ultimo caso ricorrono forme entomofaghe predatrici (es. Syrphidae) o endoparassitoidi (es. Tachinidae) e forme endoparassite a spese dei vertebrati (es. Oestridae). Fra gli adulti compaiono anche forme che hanno evoluto la funzione pungente-succhiante dell'apparato boccale specializzata nell'ematofagia (es. Glossinidae). Pur essendo una piccola minoranza (in termini di numero di famiglie), queste specializzazioni allo stadio larvale o allo stadio adulto attribuiscono a queste famiglie una notevole importanza.

## Sistematica e filogenesi

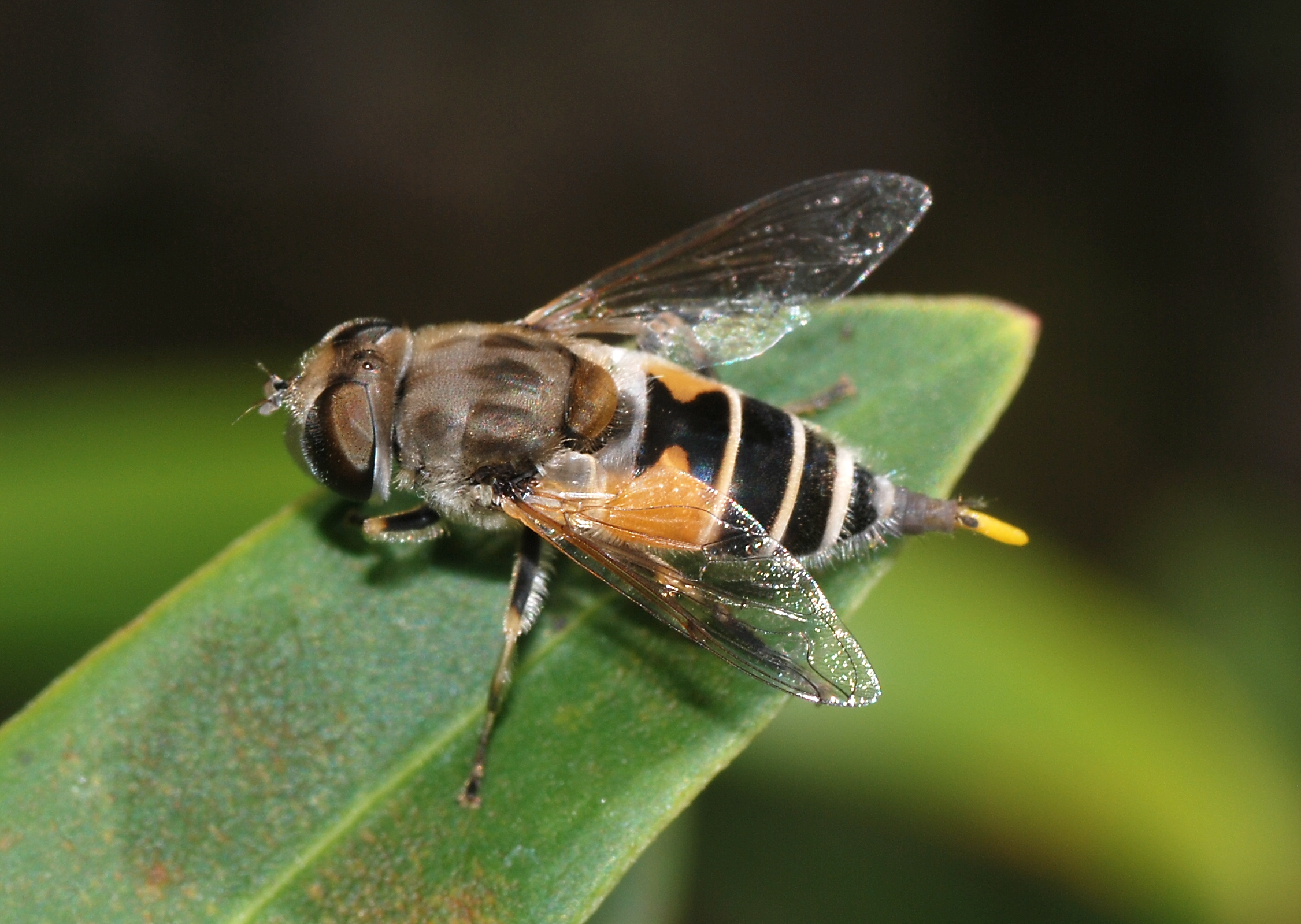
Syrphidae

La tassonomia classica dei Ditteri, oggetto di larghe e irrisolte discussioni, suddivide il sottordine dei Brachiceri in due raggruppamenti di alto livello, quello dei Cyclorrhapha e quello degli Orthorrhapha. La denominazione adottata per questi taxa cambia secondo l'autore e in letteratura si riscontrano quelle di coorte e di sezione o, talvolta, quella impropria di infraordine.
A prescindere da questa categorizzazione, la distinzione tassonomica fra Ciclorrafi e Ortorrafi è oggi considerata obsoleta a causa della natura parafiletica dei tradizionali Orthorrhapha, considerato un raggruppamento tassonomico non valido in quanto privo di fondamento filogenetico. In via informale, i ditterologi adottano ancora una distinzione di questo tipo, facendo riferimento al raggruppamento dei Cyclorrhapha, considerato un taxon valido, e denominando genericamente i tradizionali Ortorrafi con il termine di "Brachiceri inferiori" o lower Brachycera. Questi ultimi non costituiscono un gruppo sistematico valido ma semplicemente un insieme artificiale a cui si fa riferimento nelle trattazioni sull'evoluzione e la filogenesi dei Ditteri. Nelle pubblicazioni degli ultimi decenni si fa spesso riferimento anche ad un altro raggruppamento, quello degli Eremoneura, che mette in evidenza il carattere parafiletico degli Ortorrafi: questo insieme si identifica in un clade comprendente due linee correlate, la superfamiglia degli Empidoidea, tradizionalmente compresa fra gli Orthorrhapha, e il gruppo dei Cyclorrhapha.

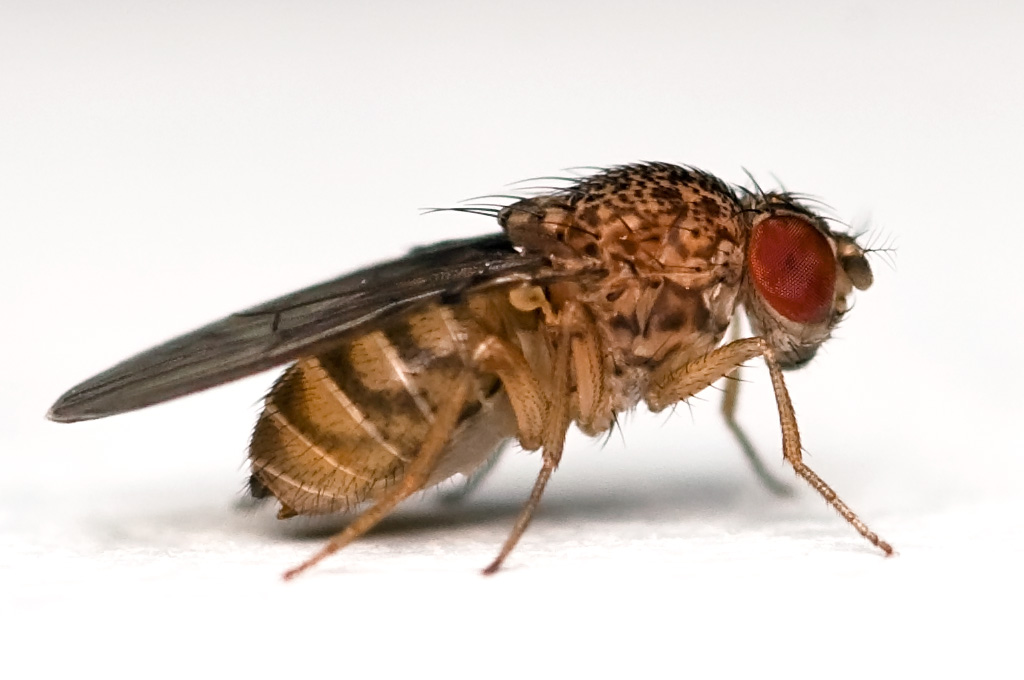
Drosophilidae

|            | Asiloidea                                                   |
|            |                                                             |
| Eremoneura | \| \| Empidoidea \| \| \| \| \| \| Cyclorrhapha \| \| \| \| |
|            | \| \| Empidoidea \| \| \| \| \| \| Cyclorrhapha \| \| \| \| |
|            | Empidoidea                                                  |
|            |                                                             |
|            | Cyclorrhapha                                                |
|            |                                                             |

|  | Empidoidea   |
|  |              |
|  | Cyclorrhapha |
|  |              |

|            | Asiloidea                                                   |
|            |                                                             |
| Eremoneura | \| \| Empidoidea \| \| \| \| \| \| Cyclorrhapha \| \| \| \| |
|            | \| \| Empidoidea \| \| \| \| \| \| Cyclorrhapha \| \| \| \| |
|            | Empidoidea                                                  |
|            |                                                             |
|            | Cyclorrhapha                                                |
|            |                                                             |

|  | Empidoidea   |
|  |              |
|  | Cyclorrhapha |
|  |              |

|            | Asiloidea                                                   |
|            |                                                             |
| Eremoneura | \| \| Empidoidea \| \| \| \| \| \| Cyclorrhapha \| \| \| \| |
|            | \| \| Empidoidea \| \| \| \| \| \| Cyclorrhapha \| \| \| \| |
|            | Empidoidea                                                  |
|            |                                                             |
|            | Cyclorrhapha                                                |
|            |                                                             |

|  | Empidoidea   |
|  |              |
|  | Cyclorrhapha |
|  |              |

|            | Asiloidea                                                   |
|            |                                                             |
| Eremoneura | \| \| Empidoidea \| \| \| \| \| \| Cyclorrhapha \| \| \| \| |
|            | \| \| Empidoidea \| \| \| \| \| \| Cyclorrhapha \| \| \| \| |
|            | Empidoidea                                                  |
|            |                                                             |
|            | Cyclorrhapha                                                |
|            |                                                             |

|  | Empidoidea   |
|  |              |
|  | Cyclorrhapha |
|  |              |

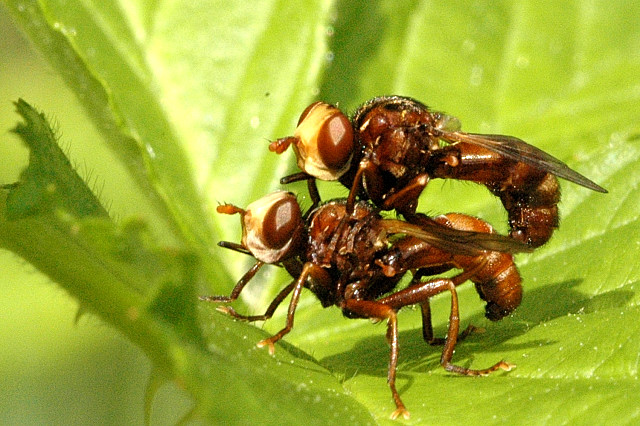
Conopidae

Pur concordando con la natura monofiletica dei Cyclorrhapha, è ancora controversa la collocazione tassonomica di questo gruppo, soprattutto in relazione alla suddivisione tassonomica dei Brachiceri in infraordini. Gli schemi tassonomici che riconoscono l'esistenza del taxon Asilomorpha, adottano un inquadramento sistematico che fondamentalmente si avvicina a quello tradizionale, separando nettamente i Cyclorrhapha dagli altri Brachiceri inferiori. Formalmente la differenza sostanziale consiste nel fatto che i Cyclorrhapha si identificano con uno dei cinque infraordini (Muscomorpha), mentre i Brachiceri inferiori (o Ortorrafi) sono ripartiti fra i restanti quattro infraordini (Stratiomyomorpha, Xylophagomorpha, Tabanomorpha, Asilomorpha).
La validità dell'infraordine Asilomorpha è tuttavia messa in discussione dai ditterologi più attenti alla base filogenetica, a causa della natura parafiletica degli Asilomorpha in relazione ai Cyclorrhapha: questo infraordine, infatti, raggruppa allo stesso livello gli Empidoidea, i Nemestrinoidea e gli Asiloidea, scorporando perciò il clade degli Eremoneura in due differenti infraordini.

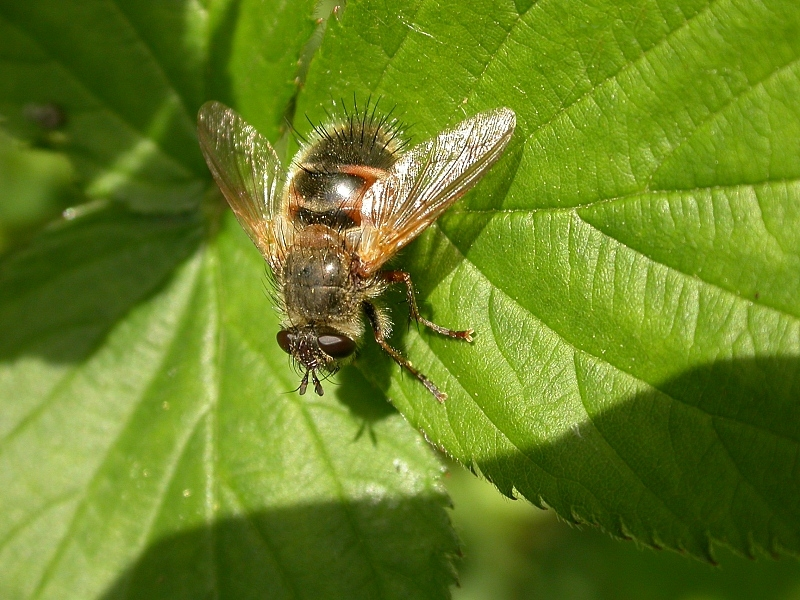
Tachinidae

Un inquadramento tassonomico più rispondente all'albero filogenetico dei Brachiceri è quello che interpreta i Muscomorpha come gruppo esteso comprendente sia i Cyclorrhapha sia i brachiceri che si identificano nell'accezione comune di Asilomorpha. Questo orientamento, anche se non formalizzato da un punto di vista tassonomico, ricorre fra i ditterologi che fanno capo alla corrente di Yeates e Wiegmann e al progetto Dipteran Tree of Life, al quale concorrono esperti di istituzioni accademiche e musei del Nordamerica, del Sudamerica, del Sudest asiatico e dell'Australia. Nell'ambito di questa corrente va citata anche una proposta di schema tassonomico, formulata nel 2006 da Amorim & Yeates, che suddivide i Brachiceri in quattro infraordini (Stratiomyomorpha, Xylophagomorpha, Tabanomorpha e Muscomorpha). Secondo Amorim & Yeates, i Muscomorpha si configurano come un infraordine suddiviso in quattro sezioni, di cui tre corrispondenti alle superfamiglie dei Nemestrinoidea, degli Asiloidea e degli Empidoidea, e la quarta corrispondente al grande raggruppamento dei Cyclorrhapha.
L'identificazione dei Cyclorrhapha come sezione di rango inferiore a quello di infraordine non trova ancora pieno consenso fra i ditterologi e ancora oggi è largamente adottata una posizione sistematica che identifica sostanzialmente i Cyclorrhapha in un taxon inquadrato al rango di infraordine.

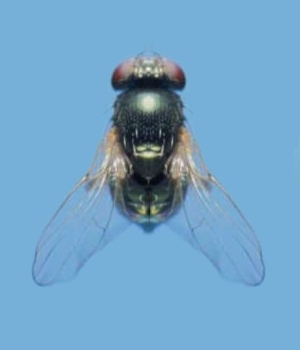
Agromyzidae

La suddivisione sistematica storica suddivide i Cyclorrhapha in due sezioni denominate Aschiza e Schizophora. Il primo raggruppamento comprende otto famiglie, il secondo oltre la metà del totale delle famiglie dei Ditteri, circa 80, ripartite tradizionalmente fra due sottosezioni denominate Acalyptratae e Calyptratae. La famiglia degli Sciadoceridae, comprendente il solo genere Sciadocera è stata revisionata da Henry Disney (2001) inserendola al rango di sottofamiglia nei Phoridae
- Cyclorrhapha
  - Sezione Aschiza
    - Fam. Ironomyiidae
    - Fam. Lonchopteridae
    - Fam. Opetiidae (inclusa storicamente nei Platypezidae)
    - Fam. Phoridae
    - Fam. Pipunculidae
    - Fam. Platypezidae
    - Fam. Sciadoceridae (inclusa attualmente nei Phoridae)
    - Fam. Syrphidae

  - Sezione Schizophora
    - Sottosezione Acalyptratae
    - Sottosezione Calyptratae

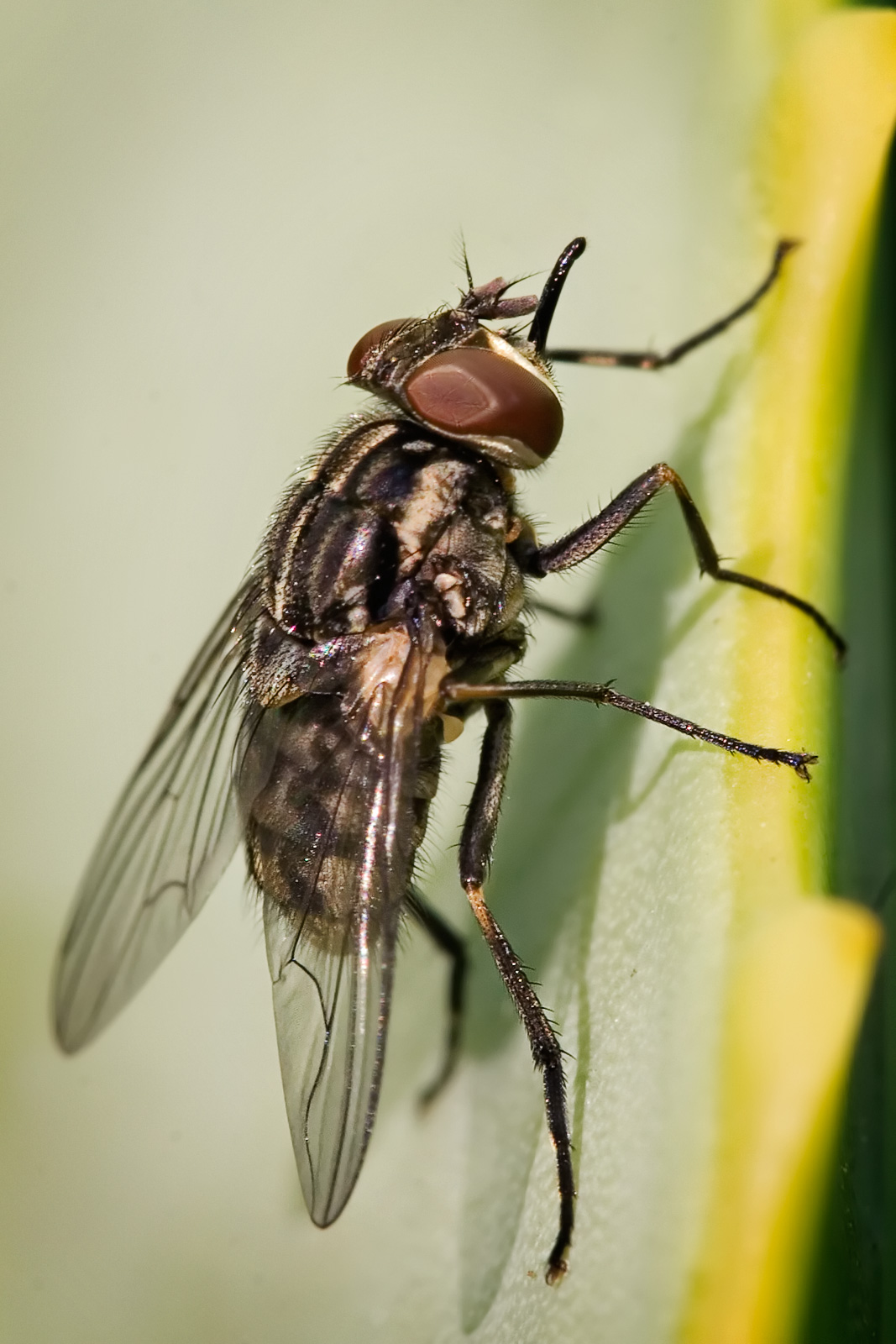
Muscidae

Le ricerche filogenetiche hanno messo in evidenza che gli Aschiza costituiscono un raggruppamento artificiale, in quanto parafiletico in rapporto agli Schizophora. Nell'albero cladistico dei Cyclorrhapha si definiscono, infatti, due diverse linee: le prime due comprendono la maggior parte dei tradizionali Aschiza, la terza è un clade monofiletico che si divide in due linee, quella comprendente le famiglie dei Pipunculidae e dei Syrphidae e quella comprendente gli Schizophora, i ditteri più evoluti.
|  | Ironomyiidae + Opetiidae + Platypezidae + Lonchopteridae + Phoridae      |
|  |                                                                          |
|  | \| \| Pipunculidae + Syrphidae \| \| \| \| \| \| Schizophora \| \| \| \| |
|  |                                                                          |
|  | Pipunculidae + Syrphidae                                                 |
|  |                                                                          |
|  | Schizophora                                                              |
|  |                                                                          |

|  | Pipunculidae + Syrphidae |
|  |                          |
|  | Schizophora              |
|  |                          |

Sulla base delle analisi cladistiche, la filogenesi riconosce come valido solo il gruppo degli Schizophora, in quanto monofiletico, mentre i tradizionali Aschiza, spesso denominati Cyclorrhapha inferiori (lower Cyclorrhapha) sono un raggruppamento artificiale ripartito in due superfamiglie. La suddivisione contempla perciò tre sezioni, di cui le prime due si inquadrano al rango di superfamiglia e la terza, quella degli Schizophora, in un rango superiore a quello di superfamiglia:
- Cyclorrhapha
  - Superfamiglia Platypezoidea
  - Superfamiglia Syrphoidea
  - Sezione Schizophora

Questo schema tassonomico è per lo più adottato implicitamente attraverso i cladogrammi, mentre per praticità di trattazione è largamente diffusa, fra i ditterologi, la distinzione informale tra Schizophora e Cyclorrhapha inferiori.

## Evoluzione
I Cyclorrhapha rappresentano il gruppo più recente nella scala evolutiva dei Ditteri e la loro comparsa sulla Terra ha dato inizio al secondo flusso di diffusione dell'ordine successivo alla massiccia estinzione che si verificò fra il Giurassico e il Cretaceo. Secondo Yeates e Wiegmann (2005), le forme ancestrali dei Cyclorrhapha sarebbero comparse circa 140 milioni di anni fa, con un margine di errore, nella stima, che oscilla dai 122 a 172 milioni di anni fa; la comparsa si colloca perciò in un arco temporale che si estende presumibilmente dal Giurassico superiore al Cretaceo inferiore. Sempre secondo Yeates & Wiegman, i fossili più antichi, appartenenti a generi estinti delle famiglie Ironomyiidae, Lonchopteridae e Phoridae, sono stati ritrovati nell'ambra del Libano (Cretaceo inferiore) e risalgono perciò 130-135 milioni di anni fa. Questa informazione contrasta tuttavia con il ritrovamento di fossili, attribuiti da Zhang (1987) alla famiglia degli Opetiidae, risalenti al Giurassico superiore.
Il flusso evolutivo si sarebbe verificato in due periodi distinti. I Brachiceri inferiori si sono differenziati precocemente, nel corso del Cretaceo. Le forme ancestrali degli Schizophora si sono invece evolute nel corso del Cretaceo superiore e la diversificazione si è verificata in pieno Cenozoico, fra l'Eocene e l'Oligocene.